# 千万町城
千万町城（ぜまんじょじょう）は、愛知県岡崎市千万町町にあった中世の日本の城（山城）。

## 概要
『額田町史』によると初代城主は奥平弥六郎と記され、建造されたのは1570年ごろとされている。